# فرودگاه تکبانده میدان هوایی میلر
فرودگاه تکبانده میدان هوایی میلر (به انگلیسی: Miller Field (airport)) یک فرودگاه همگانی بهره‌برداری هوایی با کد یاتا VTN است که یک باند فرود آسفالت دارد و طول باند آن ۱۴۳۳ متر است. این فرودگاه در کشور ایالات متحده آمریکا قرار دارد و در ارتفاع ۷۹۱ متری از سطح دریا واقع شده‌است.